# Adrián Kopičár
Adrián Kopičár (sinh 13 tháng 1 năm 1997) là một cầu thủ bóng đá Slovakia thi đấu cho FK Železiarne Podbrezová ở vị trí tiền vệ.

## Sự nghiệp câu lạc bộ

### ŠK Slovan Bratislava
Kopičár ra mắt chuyên nghiệp cho Slovan Bratislava trước FO ŽP Šport Podbrezová ngày 20 tháng 5 năm 2016, khi thay người vào sân ở phút thứ 65.